# Pozza di Fassa
Pozza di Fassa (in ladino Poza) è una frazione di 2 276 abitanti di San Giovanni di Fassa nella provincia di Trento, in Val di Fassa.

## Origini del nome
L'abitato prese il nome di Pozza (Poza) da un grande lago acquitrinoso, che si estendeva fino a sotto la Pieve di San Giovanni. Il lago si era venuto a formare a causa di un'immensa frana venuta giù dalla Costa sopra Santa Giuliana, mancando miracolosamente la Pieve ma distruggendo scendendo a valle, gran parte dell'abitato.

## Storia

### Antichità

#### La Corte Longobarda
La zona di Pozza faceva parte politicamente dell'Antica Corte Longobarda di Fassa, che aveva sede a Vigo. Successivamente fu divisa in 7 Regole, corrispondenti ai 7 Comuni attuali, con ordinamenti antichissimi. La valle in epoca altomedievale fu data a un Cortese Longobardo poi Palatino Imperiale e Vicario Ministeriale Vescovile, che aveva il compito di fornire cavalli al suo signore. Per secoli formalmente sotto il dominio del Principe Vescovo di Bressanone, la valle visse una sua storia libera e indipendente, quasi paragonabile a una piccola repubblica. Oggi rimangono pochi documenti che attestino la sua storia antica.

#### L'avvento del Cristianesimo
La Valle di Fassa ha il suo nucleo di irradiazione cristiana non dalla vicina pieve di San Giovanni, sede del pievano, rappresentante pastorale del principe-vescovo, ma dall'Eremo di Santa Giuliana, che fu centro anche politico dall'era cristiana in poi. Il sito, interessato da successive frane, cela sotto il Dosso della Frana la preistoria e la prima storia della valle. Subito sotto l'eremo si trova la Corte di Vigo e in un'area più accessibile, la pieve medievale, con la Casa fortificata Dal Soldà.
La Pieve era comunque il centro religioso della valle e anche i paesi attorno a Pozza vi facevano riferimento per battesimi, matrimoni e funerali. Si usava dare la decima parte del raccolto per il mantenimento del pievano che poi lo ridistribuiva alle famiglie povere, una regola adottata dalla Chiesa cattolica facente riferimento all'Antico Testamento. Un altro decimo era dovuto al rappresentante del vescovo che era anche principe e signore della Valle, ma in genere questi beni restavano in valle per i bisogni dei più indigenti. Nella pieve era conservato un archivio abbastanza preciso dal '500 in poi. Purtroppo nel trasferire l'archivio nel municipio di Pozza alcuni documenti andarono perduti.

### Medioevo
Il signore della valle gestiva in completa autonomia da secoli i propri affari, beni, parenti e sudditi con le cure amorevoli di un buon padre di famiglia, così come consigliato dal pievano e da un piccolo arengo di capifamiglia che si riuniva un paio di volte all'anno. L'amministrazione signorile era talmente bonaria che si potrebbe parlare di piccola repubblica. Tutta la famiglia fassana, nobili e contadini, si limitava a poche migliaia di anime imparentate tra loro. Quando il Principe Vescovo mandò in valle il Rossi dalla Val di Sole come suo Vicario e rappresentante, la cosa fu sentita come un sopruso, come una affermazione del potere dei Rossi della Val di Sole in Val di Fassa.
Le attività prevalenti in epoca antica erano la pastorizia e l'allevamento di cavalli. I Fassani facevano la transumanza e scendevano lungo la Val d'Ega fino a Bolzano dove avevano dei diritti di pascolo aviti sulle grave scoscese dell'Adige, ora tenute a viti. L'imperatore d'Austria, in un'ottica illuminista di razionalizzazione amministrativa e delle risorse fondiarie, atta anche alla ricapitalizzazione del tesoro dell'amministrazione centrale che si trovava svuotato a causa delle continue guerre, sopprimeva alla fine dell'800 i diritti feudali. Questo ebbe come conseguenza la confisca delle terre comuni e in uso consuetudinario, in quanto considerate, spesso in maniera arbitraria, terre demaniali. Questi beni e fondi furono rimessi in vendita in genere al pubblico incanto e furono acquistati da nuovi ricchi signori che le pagarono profumatamente all'erario. I Fassani, privati dei loro pascoli, si trovarono così a dover convertire l'allevamento da ovino a bovino, poiché le vacche si adattavano a restare in stalla per periodi più prolungati. Questo comportò anche la conversione delle già poco redditizie culture in valle in campi per la fienagione, necessaria in abbondanza per provvedere al mantenimento degli animali durante l'inverno, e un conseguente adattamento alla nuova economia nell'edilizia e nell'urbanistica. Comparvero così in maggior numero piccole baite sparse sui pendii della valle e sull'alpeggio, utili per l'essiccazione del fieno al riparo dalle frequenti piogge, e nei paesi furono costruiti grandi fienili per lo stoccaggio del fieno per l'inverno. Gli enormi fienili spesso erano collegati alle stalle da ponti aerei a causa del grande dislivello tra le costruzioni dovuto alla pendenza del suolo, facilitandone così l'accesso.
A causa della crisi economica che si acuì alla fine del '700 e che percorse tutto l'800, molti fassani furono costretti a emigrare fuori valle spesso per impieghi stagionali, a volte anche per periodi più prolungati. Alcuni lavori tipici nella valle diventarono il muratore,e il pittore. Molti fassani diventarono infatti bravi imbianchini, decoratori e pittori itineranti, si fecero una buona fama fino farsi commissionare lavori su chiamata. Sono opera loro i riquadri con immagini di santi, dipinti nei capitelli, riquadrature delle finestre e delle porte che si scorgono sulle vecchie case in valle e in territori limitrofi. Alcuni più talentuosi divennero pittori di pale di altari e di cieli affrescati sui soffitti.

### Età moderna

#### I Ministeriali, i de' Rossi
I Rossi, nominati nuovi rappresentanti amministrativi del Principe Vescovo di Bressanone, in base alle direttive del Concilio di Trento, si stabilirono a Pozza e costruirono la Torre di Pozza (oggi dietro al municipio) ma, pur tenendoci al titolo legato al castello, abitarono a Pozza nella casa con il portico a due archi, che era stato il Vecchio Dazio a difesa del Ponte sull'Avisio, prima che il Rio di San Nicolò smottasse la costa e spostasse con i suoi detriti l'alveo dell'Avisio. La valle da sempre è particolarmente soggetta a frane e ad alluvioni. Da tener presente a questo proposito che Pozza di Fassa, si chiama Pozza proprio per l'immenso lago che si era formato in quel punto, a causa della frana che scese da sopra Vigo fino a sotto San Giovanni, bloccando il corso del fiume e formando un grande lago detto la Pozza.
Si dà la paternità della superstite Torre di Pozza alla nobile Famiglia de' Rossi proveniente dalla Val di Non o dalla Val di Sole. I de' Rossi, rappresentanti ministeriali del Vescovo di Bressanone, entrarono così, alla fine del '500, a far parte dei giochi di potere all'interno della Valle di Fassa. Di famiglia colta e ricca, si vantavano di essere un ramo cadetto dei ben più famosi Rossi di Parma, cosa probabilissima. Negli anni dell'insediamento del Rossi in valle, il Vescovado di Belluno era retto da un Rossi di San Secondo di Parma. Anche se è ancor più probabile che fossero discendenti dei Conti Flavon del Rosso, i quali discendenti dei Signori di Merania, furono la prima famiglia ad essere investita del feudo di Castel Ruina dei Flavon e della Contea della Val di Non. Quando il nobile de Rossi si trasferì in Val di Fassa, la sua famiglia aveva perso i diritti sulla Contea di Non da secoli. Era una ricca famiglia notarile, completamente dimentica delle proprie origini, ma deteneva ancora l'avito stemma del casato Flavon con i due leoni d'oro dei due rami, il blu e il rosso, riconfluiti in un'unica discendenza prima di venir spodestati. Non portavano più sullo stemma la pila di conti avvocati ecclesiastici e nemmeno l'immagine del castello, perché erano legate al titolo perduto. Molte famiglie italiane dell'area dei liberi comuni durante il rinascimento videro i rampolli dei loro rami cadetti quasi rispuntare dal nulla e costruirsi ingenti fortune indipendenti, acquisendo nuove patenti di nobiltà. Tanti tentarono la fortuna nelle valli alpine ricche di miniere, boschi e mulini, o per mare come mercanti. Tante famiglie alpine, viceversa, soprattutto di area veneta e trentina, approfittarono del Porto di Venezia, e si arricchirono tanto da acquistare feudi lungo l'Adriatico fino all'estremità pugliesi, alla Grecia e al Medioriente.
L'avversione ai nuovi signori, i Rossi, amministratori rappresentanti del Principe Vescovo, diede luogo da parte dei vecchi cortesi signori di Vigo a una esasperata e intricata parcellizzazione del potere in frammenti sempre più piccole, per sfuggire al nuovo dominatore e non lasciare il potere in mano dei nuovi arrivati. Il potere antico passò di mano in mano tra le famiglie dei nobili maggiorenti della valle, tramite compravendite e matrimoni. Il disordine amministrativo arrivò a un livello così elevato che nel '700 parte della Valle di Fassa, circa un terzo, varcò il confine e passò in territorio veneziano con i rispettivi diritti feudali sotto forma di dote matrimoniale di una fanciulla sposa di un ragazzo zoldano. I due sposi non avevano secondi fini, ma essendo intestatari di un territorio di confine costrinsero il Principe Vescovo di Bressanone a solertemente ricomprarsi questo pezzo del suo principato pagandolo in oro per scongiurare la guerra con la Serenissima Repubblica di San Marco.
I Rossi, presto nuovamente dipartiti dalla valle, a caccia di nuove cariche più lucrose, lasciarono il Castello e la Torre in amministrazione e poi in eredità a nipoti e parenti avuti con i matrimoni con la nobiltà locale, frutto dell'estesa e sapiente politica matrimoniale volta a dirimere bonariamente le controversie sulla spettanza dei diritti feudali. Il primo ed efficace matrimonio fu quello con la figlia del Notaio Costazza, dalla quale i Rossi ricevettero in dote i primi diritti feudali in valle da poter esercitare in proprio, senza scomodare le proprie prerogative di nuovi ministeriali.
Il ramo principale dei Rossi del Castello della Torre di San Nicolò fu presto chiamato a prestare i propri servigi a Corte dal Principe Vescovo e abbandonarono così la valle di Fassa. Ora vivono a Vienna con il nome di VonRossi.

### Età contemporanea

Vecchio stemma comunale

Pozza, come tutta a valle, passò sotto il controllo diretto del Tirolo nel 1803. Il fronte durante la Prima Guerra Mondiale passava nella valle e ancora oggi si possono trovare piccoli reperti metallici e resti di bombe. Il 24 novembre del 1918, finita la guerra, il territorio tornò a ricongiungersi col resto d'Italia, per poi fiorire con il turismo di massa dalla metà del '900.
Nel 1926 i comuni di Pozza di Fassa e Pera furono aggregati al comune di Vigo di Fassa. Nel 1952 viene restituito il comune di Pozza di Fassa, includendo anche la frazione di Pera, per un'estensione totale di 72,97 km².
 Nel referendum del 20 novembre 2016 la popolazione di Pozza di Fassa ha approvato la fusione del comune con Vigo di Fassa costituendo il nuovo comune San Giovanni di Fassa.

### Simboli
Lo stemma del Comune di Pozza di Fassa era stato approvato con D.G.P. del 30 agosto 1985 n. 8137.

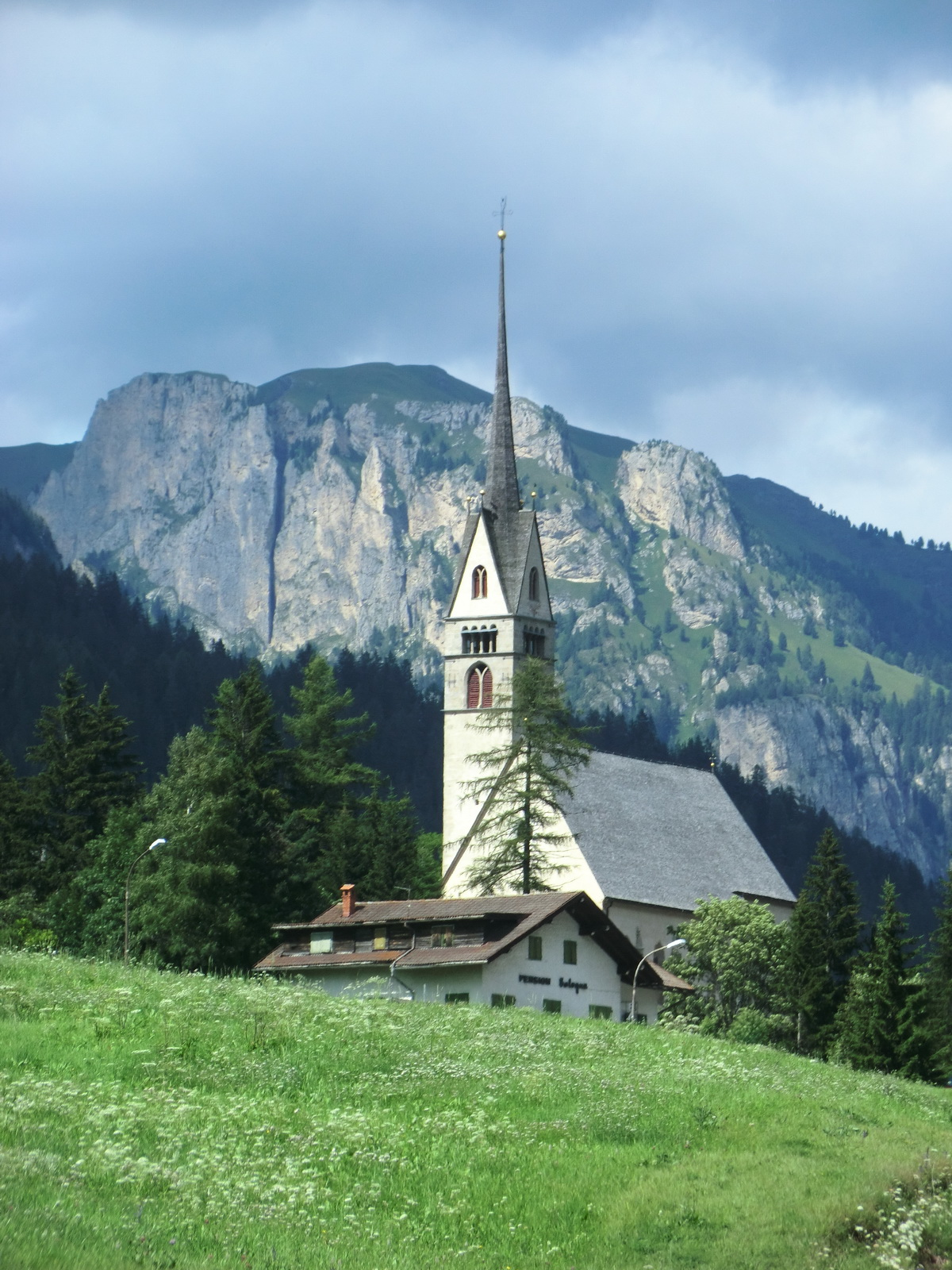
La pieve della valle

## Monumenti e luoghi d'interesse

### Architetture religiose
- Chiesa di San Nicolò. La chiesa è all'apice del paese di Meida, ed è un minuto edificio gotico che conserva un altare della nobile famiglia de' Rossi. Sulle colonne dell'altare sono dipinti i leoni dello stemma di famiglia. In un secondo altare è presente una statua della Madonna di Loreto. Sul campanile erano collocate le 4 campane ora ospitate nel campanile della chiesa moderna. Nel 1994 vennero installate le prime due campane della fonderia Capanni di Reggio Emilia, nel 2014 riaccordate le due esistenti e aggiunte due nuove della rinomata fonderia Grassmayr di Innsbruck. Le note delle campane sono Do4-Re4 (del 1994) e Fa4-Sol4 (2014). È possibile ascoltare il suono di tutte e 4 le campane al mezzogiorno del sabato e della domenica.
- Chiesa di Maria Ausiliatrice e San Nicolò Vescovo. Elegante e slanciato edificio della metà del '900, fu rimaneggiato verso la fine del secolo secondo un gusto e uno stile più fassano. Il campanile possiede un pregevole concerto di campane, fuse da Giovanni Colbacchini di Trento nel 1925 (con note La#3 e Do#4) e nel 1931 (con note Fa#3 e Sol#3).
- Cappella del Crocifisso. La cappella è in Val San Nicolò alla fine della Via Crucis. È presente nei pressi della cappella una malga in muratura che dà ristoro ai pellegrini.

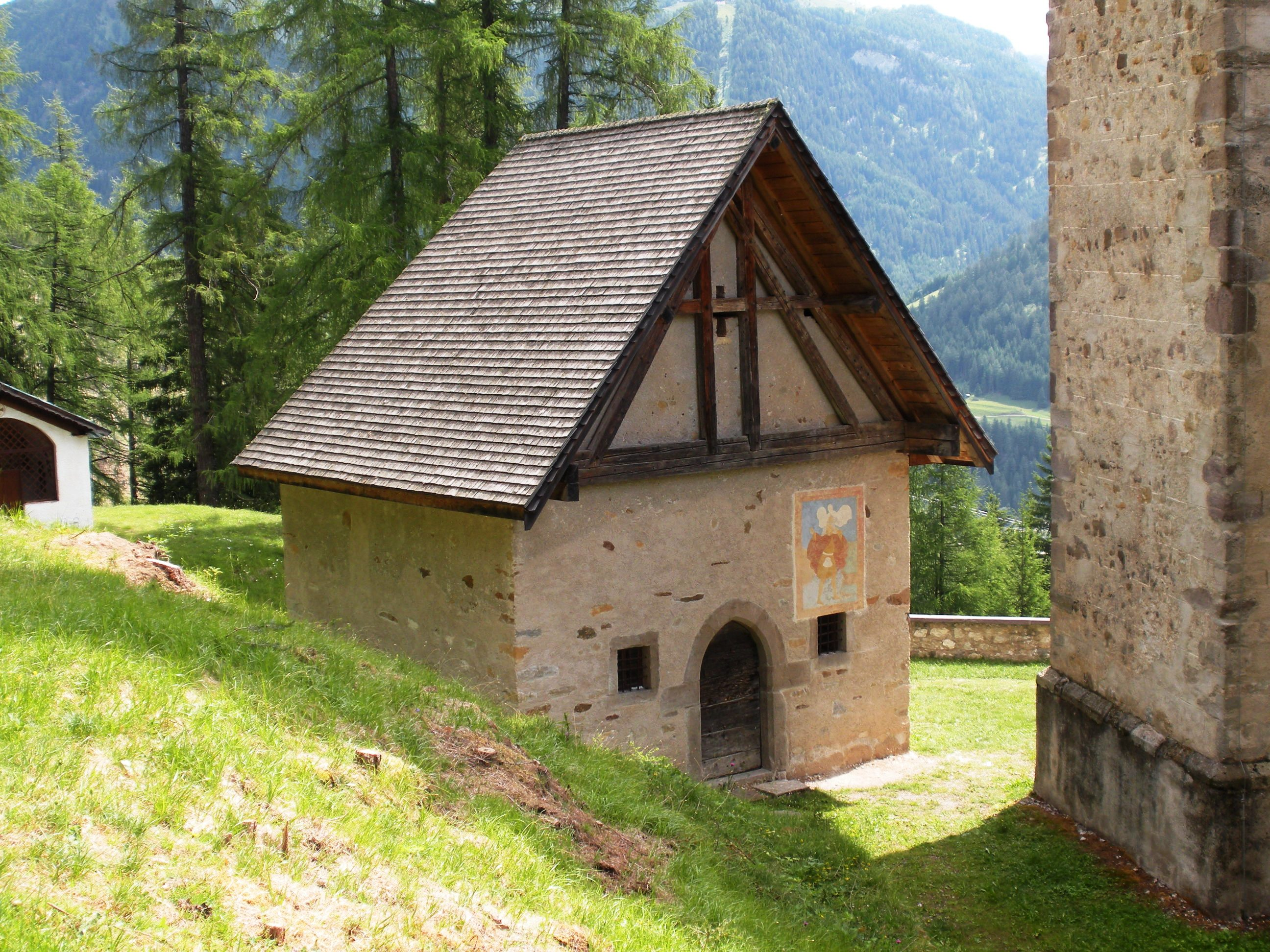
Eremo di Santa Giuliana

### Architetture militari

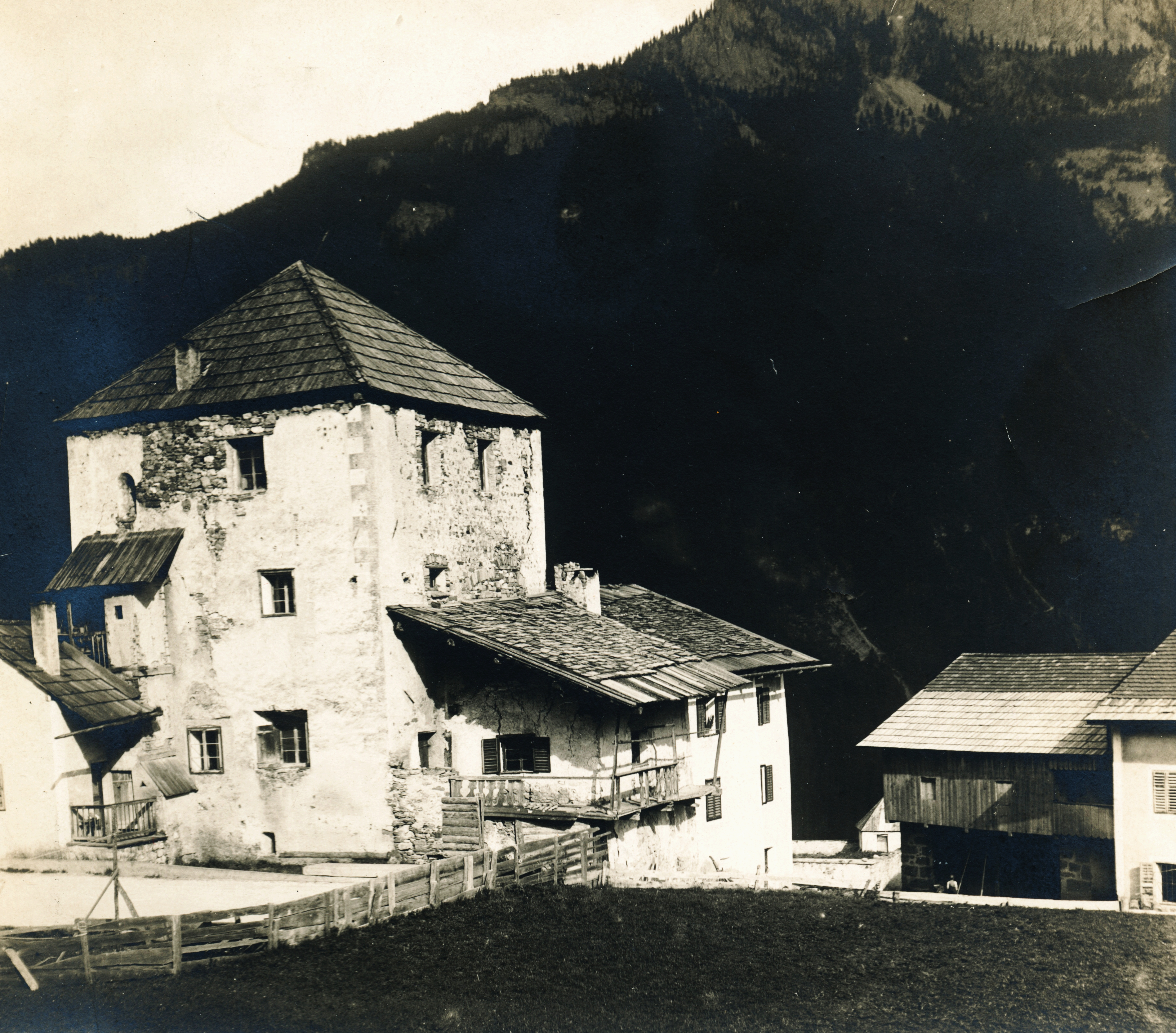
Castello della Corte di Fassa a Vigo

#### Il Castello della Torre
Castello, detto Mas per le sue finalità agricole durante l'800, o più semplicemente detto La Torn, è un austero edificio, superstite a svariate demolizioni e ricostruzioni, anche recenti. Caratterizzato dalla preminenza del torrione, sorge su di un'altura all'imboccatura della Val San Nicolò dove confluisce il rio San Nicolò nel fiume Avisio. Il castello è il residuo del castello di San Nicolò, cioè della Corte Bassa di Fassa, che aveva al centro un edificio voluminoso che è l'attuale Casa Costazza, con le pertinenze ed annessi cioè magazzini in legno per la raccolta dei proventi della valle. In più, però, aveva degli edifici un po' particolari tutt'intorno, cioè delle semplici casette basse a pianta quadrata, ma che volevano apparire come cinta difensiva, ed erano collocate lungo il ciglio del pianoro, che per la verità in alcuni punti si staccava dal fondo valle di soli pochi metri, ma circondato dalle acque torrentizie dell'Avisio e del San Nicolò, risultava comunque in posizione isolata ed elevata se viste dal basso. Il Rossi fu citato in giudizio dai Fasani per l'edificazione della Torre d'angolo, a strapiombo sulla scarpata. Fu in quell'occasione che esibì le sue patenti nobiliari, ma l'esperienza spense le sue velleità feudali, e quindi si limitò nel costruire. L'edificio della Torre si stagliava fino alla fine dell'800 in posizione isolata al termine dell'immenso prato del Dassè di Sotto, cioè Corte Bassa, ed era la protagonista del paesaggio della valle.

#### Sistema difensivo integrato messo a punto dal Rossi
La Torre sorvegliava tutta la valle sottostante verso la Pieve di San Giovanni fino a Moena ed era in collegamento "a vista" con la più antica sua gemella, la torre della Antica Corte (Alta) di Fassa a Vigo, sede principale del potere politico e militare nella valle, che vedeva fino in fondo alla valle alta, incrociandosi con la vista di quella di San Nicolò. La Corte di Vigo sorgeva a ridosso del monte a controllo della via mulattiera d'Alemagna, che lì si inerpica verso il Passo di Costalunga, passando attraverso il borgo. La Torre di San Nicolò svincolava così la sottostante Pieve e il suo alto campanile da funzioni politiche e militari dirette, in un'ottica rinascimentale tridentina di separazione dei poteri politico-militari e religiosi. Lasciava così al Maso Fortificato Dal Soldà, che difendeva la salita al dosso della Corte di Vigo, solo funzioni difensive secondarie e di presidio della Pieve. In questo modo i due castelli controllavano tutta la valle.

#### Palazzo del Dazio sul Ponte
Il castello di San Nicolò a Pozza aveva anche un corrispettivo nel sottostante Palazzone Grande del Dazio Nuovo sul ponte sul fiume Aviso. Il Palazzo del Dazio è ora adibito a locale commerciale all'insegna del Leone D'oro De Rossi, ma un tempo controllava il Dazio sul Ponte lungo l'Alta Via di Alemagna che proveniente dal porto di Venezia, saliva dal Cadore, passando in Val di Fassa, attraverso il Passo di Costalunga, scendeva lungo la Val d'Ega fino a Bolzano, libera città mercantile, sorpassando così le impraticabili paludi della Bassa Val d'Adige.

#### Edificio fortificato a Pozza

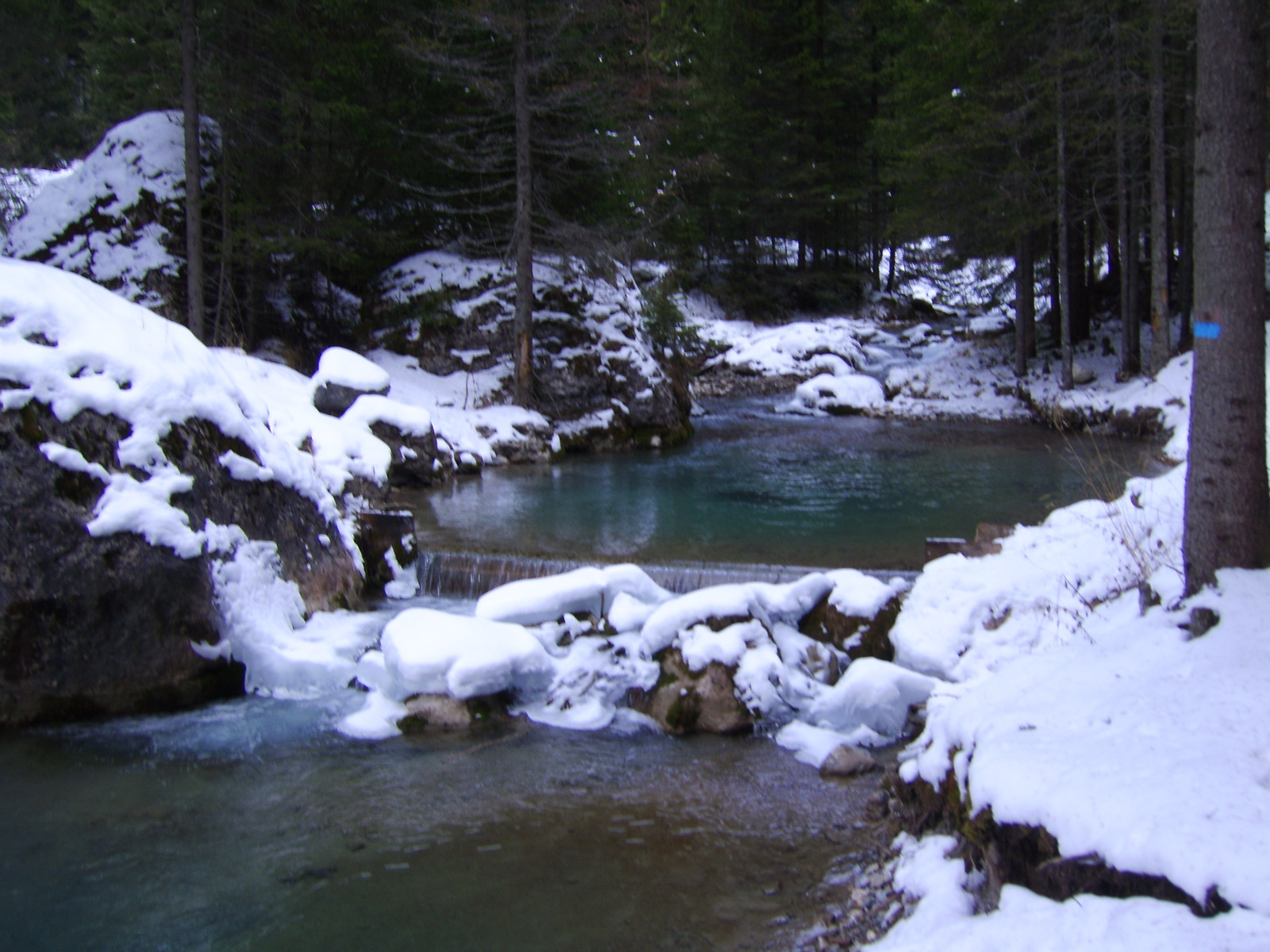
Rio di San Nicolò, affluente del Fiume Avisio

A Pozza un altro edificio con feritoie presenta un resto mozzo di una torre inglobata nell'edificio, risalente al '200. Fu il vecchio fermo posta sul ponte, prima delle stravolgenti vicissitudini idrogeologiche. L'edificio, oggi ancora esternamente affrescato, era fortificato e quindi probabilmente di pertinenza vescovile, là è dove il Rossi dimorò al suo arrivo in valle.

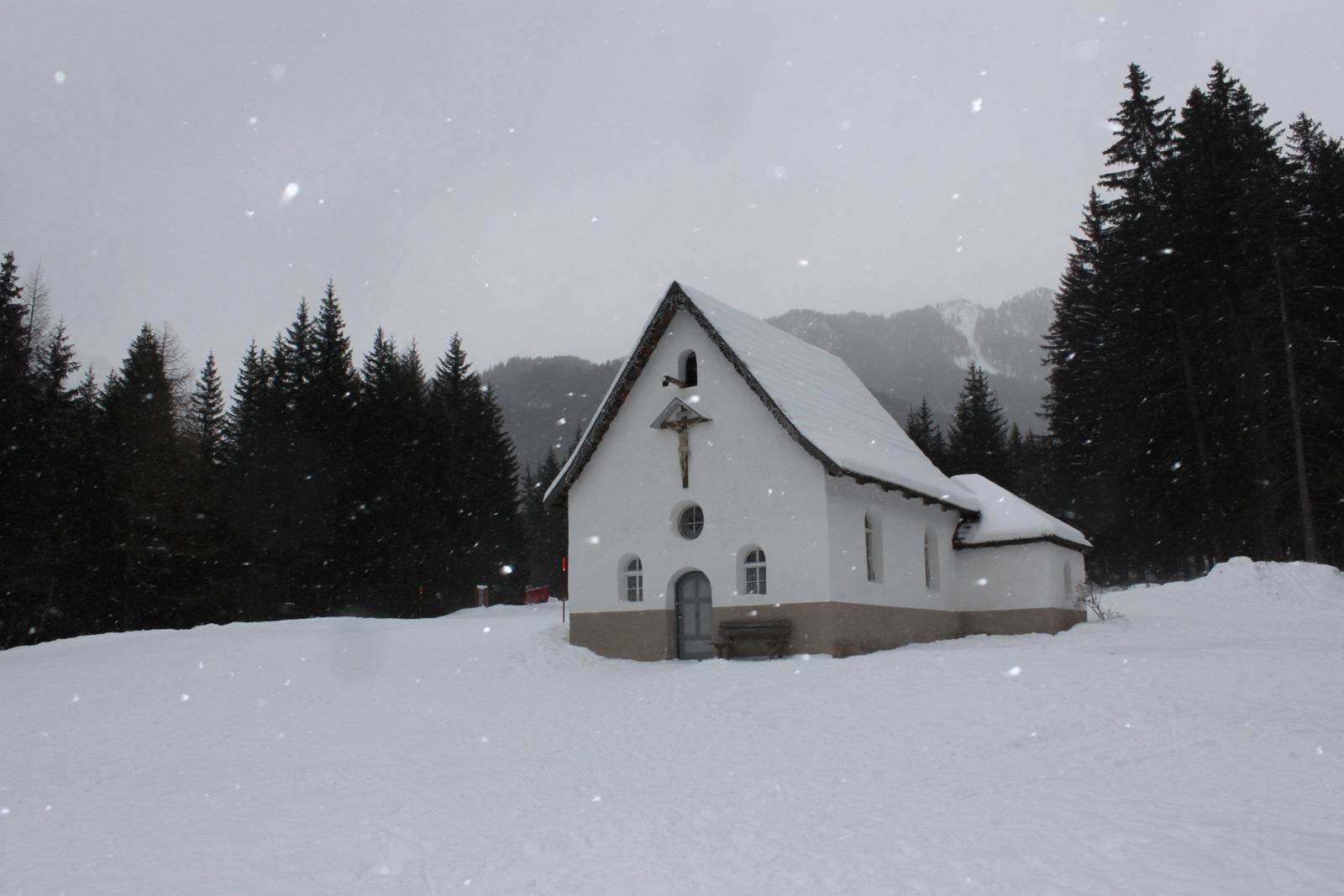
Cappella del Crocifisso in Val San Nicolò

#### Descrizione della Torre di Pozza

##### Esterno
Presenta sobrie decorazioni ad affresco e una curiosa teoria di feritoie, che ne ingentiliscono la tozza mole, tra cui una bocca per un cannoncino su ogni lato. Gli affreschi dipinti e ridipinti in occasione delle varie modifiche alla fortificazione, incorniciavano le finestre e i vani delle porte, ed erano decorati con tre palle (tre palle significa: cavaliere). Un bugnato in scuro blu di Prussia metteva in evidenza gli spigoli della torre.

##### Interno
Gli interni della Torre si presentano con ampie stanze anche se non particolarmente luminose, quasi tutte in legno, con soffitti a riquadri. Dopo un rovinoso incendio, gli interni furono rifatti in legno in stile barocco. Anche se attualmente la maggior parte degli interni risale agli anni '20 del novecento. La sala principale presenta una notevole stube del '700 con modanature e un intarsio centrale, successivamente dipinta con decorazioni neoclassiche azzurrine e rosa ai primi dell'800. Fu arricchita inoltre dai trofei di caccia, grande passione degli attuali proprietari. La luminosa cucina in muratura con la sua alta volta è superstite di una delle due cucine originali del castello, e presenta un ampio focolare dove si può arrostire un capriolo intero. Al piano terra ci sono ampie stalle per cavalli e altri locali per lo scannamento della selvaggina e la stagionatura di carni e salumi.

##### Fienile
Un immenso fienile sovrasta la torre, oscurandola alla vista da un lato. Fu edificato alla fine dell'800, in concomitanza con la conversione economica coincidente con la fine del sistema feudale, in sostituzione di quello, ormai troppo piccolo, appoggiato al muro nord della torre e risalente a quando, dismettendo le sue proprie funzioni militari difensive, divenne un ricco e vasto maso, prendendo il nome di Castel detto, appunto, Mas, destinando le antiche mura a ospitare le attività agricole prevalentemente legate all'allevamento dei bovini.

##### Restauri
Nei difficili anni della fine dell'800 (quando vennero aboliti i diritti feudali in tutto l'Impero), e con la prima guerra mondiale, la torre si vide esausta nelle proprie risorse e in successione si videro a memoria d'uomo degradare e andare perdute le mura di cinta, la guardiola e la torre della porta verso valle, e altri rustici all'interno della corte. Nello stesso modo si vide crollare la Torre di Vigo e quanto restava delle costruzioni della millenaria Corte di Fassa. In pericolo grave di crollo a metà Novecento, quanto rimasto è stato restaurato. Oggi è una residenza privata, appartiene ad una nobile famiglia originaria delle locali valli ladine, non visitabile internamente.

### Architetture civili

#### Case
Sopravvivono ancora alcuni rari antichi edifici di civile abitazione, tra questi ci sono alcune case contadine coi muri in sasso a secco innestate nei loro fienili in legno.

#### Fienili e baite
Alcuni fienili sono particolarmente belli e maestosi, ad esempio il Fienile dei Cuori e il fienile di fronte alla chiesa di Pozza, meta di molti turisti. Altre belle case antiche si possono trovare sulla stradina che da via Meida gira verso la Malga Alloch.

### Altro

#### Capitello del Crocifisso
Il capitello è in legno e viene periodicamente restaurato a causa della precarietà del materiale. È sito nei pressi del municipio di Pozza.

#### Capitello del Muro Nuovo
Si trova sul muro nuovo che circonda l'antica torre di Pozza, e non ha ancora un santo titolare. Si è preso in considerazione di dedicarlo a san Cristoforo, santa Caterina d'Alessandria o santa Barbara.

Territorio dell'ex comune di Pozza di Fassa nella provincia autonoma di Trento

## Società

### Evoluzione demografica
Abitanti censiti

### Ripartizione linguistica
A Pozza di Fassa, come in tutto il comune di San Giovanni di Fassa, è diffuso l'uso della variante brach del dialetto fassano (fascian), appartenente alla lingua ladina dolomitica.
| Censimento | Comune         | Popolazione | Ladini | Non ladini | % ladini | Fonte |
| ---------- | -------------- | ----------- | ------ | ---------- | -------- | ----- |
| 2001       | Pozza di Fassa | 1787        | 1578   | 200        | 88,8%    | [ 9 ] |
| 2011       | Pozza di Fassa | 2138        | 1765   | 373        | 84,4%    | [ 9 ] |

A seguito della fusione nel nuovo comune, dal 2021 i dati del censimento si riferiscono all'intero comune di San Giovanni di Fassa:
| Censimento | Comune                | Popolazione | Ladini | Non ladini | % ladini | Fonte  |
| ---------- | --------------------- | ----------- | ------ | ---------- | -------- | ------ |
| 2021       | San Giovanni di Fassa | 3898        | 2443   | 1455       | 66,1%    | [ 10 ] |

### Lingue

#### Il Ladino

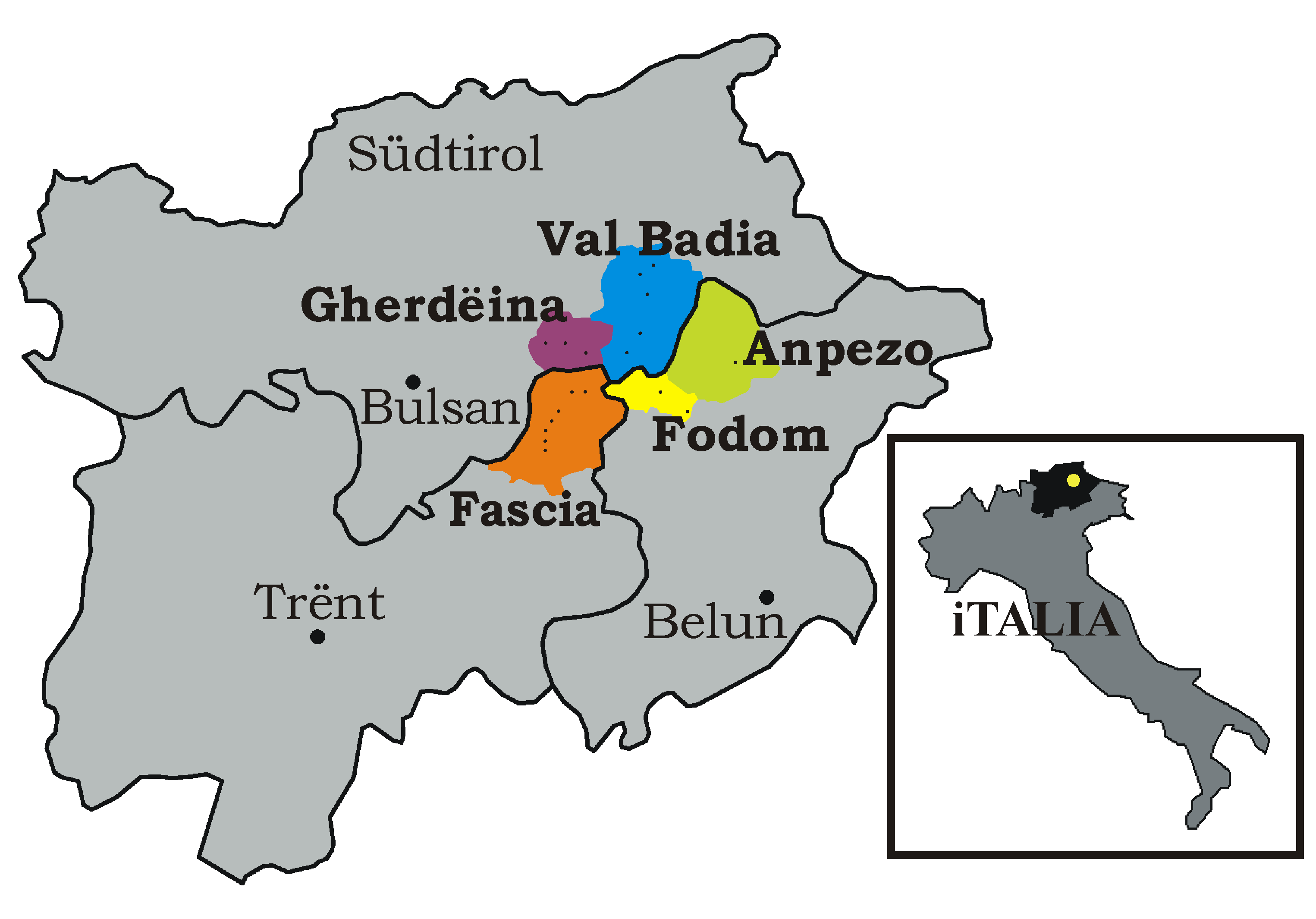
Ripartizione del Ladino

La valle è abitata da popolazione italiana autoctona con specifiche culturali particolari, i ladini. In epoca preromana la Val di Fassa era già abitata dai Rezi (antica popolazione di celti italici), e fu poi romanizzata, tanto che i fassani, pur mantenendo nei secoli irrinunciabili e indiscutibili peculiarità, sempre si dichiararono ladini (cioè latini, in senso di non tedeschi, ma neanche italiani chiamati "talian"), e più volte arrivarono a protestare davanti al loro lontano signore la cui corte ecclesiastica e civile parlava ufficialmente tedesco. Tuttora in valle si parla la Lingua ladina. Il ladino è riconosciuto e protetto dallo stato italiano che ne promuove l'insegnamento nella valle al pari della lingua italiana, e ne riconosce inoltre l'importanza culturale, sociale, storica, sentendosi partecipe delle vicissitudini del popolo ladino. Il Ladino Fassano è differente da quello parlato nelle valli limitrofe perché l'isolamento dei centri abitati ha portato a ulteriori specificità nel linguaggio. In alcune valli si sente maggiormente l'influenza culturale della passata dominazione austriaca.
Le valli di parlata ladina comprendono oltre alle attigue valli di Gardena e Badia in provincia di Bolzano, di Zoldo e Livinallongo in provincia di Belluno, anche un territorio più vasto in Trentino-Alto Adige, dove la specificità caratteristica della lingua retoromanza è andata stemperandosi nei rimescolamenti culturali avvenuti nel corso dei secoli. I territori dove emerge significativa la presenza della cultura e lingua del ceppo retoromanzo di cui il ladino fa parte, sono presenti in un'area estesissima del territorio italiano e di quello abitato da italiani, al di fuori dei confini dello Stato. Questi territori comprendono approssimativamente quelli occupati dalla antica Retia del tempo dei romani e si estendono dalla zona carsica del Friuli fino al Lago di Costanza. In Svizzera l'intero Cantone dei Grigioni parla il romancio, che è molto simile al ladino fassano, seppur con le proprie varianti locali.

## Cultura

### Museo Ladino di Fassa
Il museo dispone di una vasta collezione etnografica articolata su 3 piani e dispone di varie sezioni sul territorio circostante.
Restaurato per conto dell’Istituto Culturale Ladino nel 1983 dall’artigiano Giuseppe Longo di Tesero e nuovamente nel 2003, è stata la prima sezione locale del museo ed è ancor’oggi messo in funzione a scopo dimostrativo. In questa sezione del Museo Ladino sono esposti con ordine tutti gli strumenti atti alla lavorazione della farina e per la manutenzione dell’impianto.

## Economia

### Allevamento
Ci sono alcuni allevamenti di bovini (in estate trasferiti in alpeggio) e caprini, che permettono la produzione di latte e formaggi, e animali da cortile.

### Artigianato
Per quanto riguarda l'artigianato, importante è la produzione di mobili e di oggetti in legno intagliato, impreziositi da decorazioni artistiche raffiguranti temi tipici locali.  Tipica della valle è anche la decorazione dei mobili con i tipici colori blu e rosa di gusto ottocentesco, periodo in cui maggiormente si estese l'attività artistica dei valligiani, che esportarono la loro arte in tutta l'area austriaca, fino in Baviera.

### Turismo
L'attività economica più importante è basata sul turismo. L'attività di accoglienza si divide nell'offerta tra estate e inverno.

#### Turismo estivo
Nell'estate l'affluenza maggiore è data da famiglie che ricercano la tipica tranquillità montana. Nella valle trovano, oltre alla bellezza dell'ambiente, cibi tipici come il formaggio d'alpeggio, il pane artigianale, i dolci preparati secondo le ricette tradizionali e una selezione di carni, provenienti dagli allevamenti delle malghe. Nell'acquedotto viene incanalata l'acqua sorgiva proveniente dai ghiacciai.
A pochi minuti dal centro abitato, con tranquille passeggiate nei boschi si possono raccogliere bacche e funghi. I più avventurosi possono cimentarsi nell'arrampicata sportiva, usufruendo delle vie appena sopra il paese. Una serie di rifugi permettono agli escursionisti di restare in quota svariati giorni senza scendere a valle, mentre in paese sono presenti molti alberghi moderni.
I gruppi montuosi che circondano Pozza sono il Buffaure e i Monzoni, che offrono la possibilità di praticare escursionismo a tutti i livelli di difficoltà.

#### Turismo invernale
La valle è uno dei principali centri sciistici delle Dolomiti. La pista dell'Alloch si trova in paese, davanti alla chiesetta di San Nicolò. Di fronte si può prendere la Cabinovia del Monte Bufaure, dove è presente un sistema di piste, tra cui una che scende fino in paese. Non mancano piscine, saune e terme, tra cui i bagni sorti attorno alla sorgente dell'acqua sulfurea in fondo al prato della chiesa.

## Amministrazione
| Periodo        | Periodo          | Primo cittadino | Partito                   | Carica  | Note |
| -------------- | ---------------- | --------------- | ------------------------- | ------- | ---- |
| 10 maggio 2015 | 31 dicembre 2017 | Giulio Florian  | lista civica Vardon Inant | Sindaco |      |